# Архиепархия Санта-Крус-де-ла-Сьерры
Архиепархия Санта-Крус-де-ла-Сьерры (лат. Archidioecesis Sanctae Crucis de Sierra) — архиепархия Римско-католической церкви с центром в городе Санта-Крус-де-ла-Сьерра, Боливия. В митрополию Санта-Крус-де-ла-Сьерры входит епархия Сан-Игнасио-де-Веласко.

## История
Епархия Санта-Крус-де-ла-Сьерры учреждена 5 июля 1605 года на территории, выделенной из епархии Ла-Платы.
В последующем епархия Санта-Крус-де-ла-Сьерры уступила часть своей территории новым структурам:
- 25 июня 1847 года — епархии Кочабамбы;
- 1 декабря 1917 года — апостольскому викариату Бени;
- 22 мая 1919 года — апостольскому викариату Чако;
- 27 января 1930 года — апостольскому викариату Чикитоса.

30 июля 1975 года епархия Санта-Крус-де-ла-Сьерры возведена в ранг архиепархии.

## Ординарии архиепархии
- архиепископ Luis Aníbal Rodríguez Pardo (22.05.1958 — 6.02.1991)
- кардинал Хулио Террасас Сандоваль, C.SS.R. (6.02.1991 — 25.05.2013)
- архиепископ Sergio Alfredo Gualberti Calandrina (с 25.05.2013)